# 蔡氏马先蒿
蔡氏马先蒿（学名：Pedicularis tsaii）是列当科马先蒿属的植物，为中国的特有植物。分布于中国大陆的云南等地，生长于海拔4,000米至4,250米的地区，多生于高山草地上，目前尚未由人工引种栽培。